# گاه‌شماری کردی گرمسیری سلطانی
سه‌شنبه

...............

۲۸ اسفند
۱۴۰۳ خورشیدی
۴ پنجه
۷۷۶
کردی سلطانی
۱۸ مارس
۲۰۲۵ میلادی
۱۸ رمضان
گاه‌شماری کردی گرمسیری سلطانی یا گاه‌شماری یاری بیشتر مورد استفاده جامعه یارسان (اهل حق) می‌باشد.
قوانین گاهشماری، اسامی ماه‌های کردی و زمان روزه در دین یارسان مخصوص به خود است.
تقویم کردی گرمسیری سلطانی تلاش سید خلیل عالی نژاد می‌باشد که به تأیید مرکز تقویم مؤسسه ژئوفیزیک دانشگاه تهران رسیده‌است.

## محاسبات
مبدأ تقویم کردی در مناطق مختلف متفاوت است و مبدأ این تقویم تولد سلطان سید اسحاق برزنجه‌ای (مؤسس مسلک اهل حق) می‌باشد که تفاضل آن با تقویم هجری خورشیدی و تقویم رسمی ایران ۶۲۸ سال باشد؛ و با کاستن ۶۲۸ سال از تقویم هجری خورشیدی، سال تقویم کردی سلطانی بدست می‌آید. همچنین در این تقویم مانند تقویم هجری خورشیدی جشن نوروز باستانی «اول فروردین» (به کردی: گولەداران) وجود دارد اما سال آن بیش از یکماه جلوتر از آن یعنی ۲۵ بهمن سال قبل آغاز می‌شود. از این رو تفاضل ایندو تقویم در ۲۵ بهمن تا پایان اسفندماه خورشیدی ۶۲۷ سال است.
طبق الگوی مبدل امسال ۷۷۶ سال کردی سلطانی است.
تاریخ امروز کردی سلطانی: ۴ پنجه ۷۷۶ کردی سلطانی برابر با ۲۸ اسفند ۱۴۰۳ خورشیدی

### ماه‌ها
ماه‌های آن با تقویم ایران باستان، یزدگردی و جلالی یکسان است و دارای هرماه سی روزه با یک پنجه پنج روزه که در سالهای کبیسه شش روزه می‌باشد:
1. ماه رشه مه (به کردی: ڕەشە مە) = ۲۵ بهمن تا ۲۴ اسفند
ماه پنجه (به کردی: پەنجە) = ۲۵ اسفند تا پایان اسفند
2. ماه گله داران (به کردی: گولەداران) = اول تا ۳۰ فروردین
3. ماه گله جاران (به کردی: گولەجاران) = ۳۱ فروردین تا ۲۹ اردیبهشت
4. ماه گرماخیز (به کردی: گەرماخیز) = ۳۰ اردیبهشت تا ۲۸ خرداد
5. ماه پیوش پر (به کردی: پۊشپەڕ) = ۲۹ خرداد تا ۲۷ تیر
6. ماه گلاویژ (به کردی: گەلاویژ) = ۲۸ تیر تا ۲۶ مرداد
7. ماه خرمانان (به کردی: خەرمانان) = ۲۷ مرداد تا ۲۵ شهریور
8. ماه رزبر (به کردی: ڕەزبەر) = ۲۶ شهریور تا ۲۴ مهر
9. ماه گلاریز (به کردی: گەڵاریز) = ۲۵ مهر تا ۲۴ آبان
10. ماه سرماخیز (به کردی: سەرماخیز) = ۲۵ آبان تا ۲۴ آذر
11. ماه بفرآور (به کردی: بەفراوەر) = ۲۵ آذر تا ۲۴ دی
12. ماه ری بندان (به کردی: ڕێبەندان) = ۲۵ دی تا ۲۴ بهمن

### نام ماه‌های کردی گاه‌شماری کردی گرمسیری سلطانی
اسامی ماه‌های این گاهشماری در زبان کردهای یارسان:
1. ڕه‌شه مه: سی روز به معنی: ماه سیاه: بهار
پهنجه: پنج روز معروف به: خمسه (در سال‌های کبیسه پنجه را شش روز می‌گیرند): بهار
2. گوله‌داران: سی روز به معنی: باز شدن شکوفه درختان: بهار
3. گوله‌جاران: سی روز به معنی: شگفتن گل‌های صحرایی: بهار
4. گه‌رماخیز: سی روز به معنی: شروع فصل گرما: تابستان
5. پۊشپه‌ڕ: سی روز به معنی: خشکیدن گل‌ها وگیاهان صحرایی: تابستان
6. گه‌لاویژ: سی روز به معنی: نام ستاره‌ای که در این ماه طلوع می‌کند: تابستان
7. خه‌رمانان: سی روز به معنی: موعد جمع‌آوری محصول در خرمنگا: پاییز
8. ڕه‌زبه‌ر: سی روز به معنی: رسیدن انگور: پاییز
9. گه‌ڵاریز: سی روز به معنی: برگ ریزان: پاییز
10. سه‌رماخیز: سی روز به معنی: شروع فصل سرما: زمستان
11. به‌فراوه‌ر: سی روز به معنی: موسم بارش برف: زمستان
12. ڕێبه‌ندان: سی روز به معنی: بسته شدن راه‌ها از شدت بارش: زمستان

## کاربردهای مذهبی
این تقویم در محاسبه‌های مناسبت‌های مذهبی و روزه یارسان (اهل حق) از قرار زیر کاربرد دارد:
نحوه محاسبه نیّت مرنوی: روز اول نیّت مرنوی مصادف با دوازدهمین روز ماه قمری می‌باشد که در ماه سهرماخیز واقع می‌شود؛ لذا لازم است تا حداقل دوازده روز قبل از شروع ماه سهرماخیز، ماه قمری که دوازدهمین روز آن مصادف با یکی از روزهای ماه سهرماخیز (۲۵ آبان الی ۲۴ آذر) می‌باشد را بر اساس تشخیص رویت هلال ماه بدست آوریم، اولین روز نیّت مرنوی مصادف با دوازدهم این ماه قمری می‌باشد.
نحوه محاسبه نیّت قولطاس: روز اول نیّت قولطاس مصادف با پانزدهمین روز ماه قمری می‌باشد که در ماه بهفراوهر واقع می‌شود؛ لذا لازم است تا حداقل پانزده روز قبل از شروع ماه بهفراوهر، ماه قمری که پانزدهمین روز آن مصادف با یکی از روزهای ماه بهفراوهر (۲۵ آذر الی ۲۴ دی) می‌باشد را بر اساس تشخیص رویت هلال ماه بدست آوریم، اولین روز نیّت قولطاس مصادف با پانزدهم این ماه قمری می‌باشد.